# Pyigyitagon
Pyigyitagon är en kommun i Myanmar.   Den ligger i regionen Mandalayregionen, i den centrala delen av landet, 240 km norr om huvudstaden Naypyidaw. Antalet invånare är 148 367.